# Campeonato Mundial de Atletismo de 2005 - 1500 m masculino
A competição dos 1500 metros masculino no Campeonato Mundial de Atletismo de 2005 foi realizada no Estádio Olímpico, em Helsinque, na Finlândia, entre os dias 6 a 10 de agosto de 2005.

## Recordes
Antes desta competição, os recordes mundiais e do campeonato nesta prova eram os seguintes:
| Tipo                  | Atleta             | Tempo   | Local   | Data                 |
| --------------------- | ------------------ | ------- | ------- | -------------------- |
|                       | Hicham El Guerrouj | 3:26.00 | Roma    | 14 de julho de 1998  |
| Recorde do campeonato | Hicham El Guerrouj | 3:27.65 | Sevilha | 14 de agosto de 1999 |

## Medalhistas
| Ouro               | Prata             | Bronze          |
| Rashid Ramzi (BHR) | Adil Kaouch (MAR) | Rui Silva (POR) |

## Calendário
Todos os horários estão no horário local (UTC+2)
| Data         | Horário | Fase          |
| ------------ | ------- | ------------- |
| 6 de agosto  | 20:35   | Eliminatórias |
| 8 de agosto  | 20:05   | Semifinal     |
| 10 de agosto | 22:10   | Final         |

## Resultados

### Eliminatórias
Qualificação: Os 5 primeiros de cada bateria (Q) e os 9 melhores tempos (q) avançam para as semifinais.
Bateria 1
| Pos. | Atleta                  | Nacionalidade  | Tempo   | Notas           |
| ---- | ----------------------- | -------------- | ------- | --------------- |
| 1    | Mehdi Baala             | França         | 3:36.56 | Q               |
| 2    | Tarek Boukensa          | Argélia        | 3:36.70 | Q               |
| 3    | Alex Kipchirchir Rono   | Quênia         | 3:36.74 | Q               |
| 4    | Kevin Sullivan          | Canadá         | 3:36.80 | Q               |
| 5    | Michael East            | Grã-Bretanha   | 3:36.84 | Q               |
| 6    | Alan Webb               | Estados Unidos | 3:36.84 | q               |
| 7    | Yassine Bensghir        | Marrocos       | 3:37.11 | q               |
| 8    | Juan Carlos Higuero     | Espanha        | 3:37.40 | q               |
| 9    | Joeri Jansen            | Bélgica        | 3:39.43 | q               |
| 10   | Adrian Blincoe          | Nova Zelândia  | 3:39.54 | q               |
| 11   | Jonas Hamm              | Finlândia      | 3:43.20 |                 |
| 12   | Ahmed Mohamed Abdillahi | Djibuti        | 3:50.92 | Recorde pessoal |
| 13   | Fumikazu Kobayashi      | Japão          | 3:51.76 |                 |
|      | Peter Roko Ashak        | Sudão          |         | DNS             |

Bateria 2
| Pos. | Atleta                   | Nacionalidade  | Tempo   | Notas |
| ---- | ------------------------ | -------------- | ------- | ----- |
| 1    | Arturo Casado            | Espanha        | 3:41.64 | Q     |
| 2    | Adil Kaouch              | Marrocos       | 3:41.75 | Q     |
| 3    | Christopher Lukezic      | Estados Unidos | 3:41.80 | Q     |
| 4    | Rui Silva                | Portugal       | 3:41.83 | Q     |
| 5    | Daham Najim Bashir       | Catar          | 3:41.88 | Q     |
| 6    | Daniel Kipchirchir Komen | Quênia         | 3:41.91 |       |
| 7    | Mounir Yemmouni          | França         | 3:42.39 |       |
| 8    | Anter Zerguelaine        | Argélia        | 3:43.02 |       |
| 9    | Belal Ali Mansoor        | Bahrein        | 3:43.15 |       |
| 10   | Hudson de Souza          | Brasil         | 3:43.18 |       |
| 11   | Nick McCormick           | Grã-Bretanha   | 3:44.40 |       |
| 12   | Mulugeta Wendimu         | Etiópia        | 3:44.42 |       |
|      | Samwel Mwera             | Tanzânia       |         | DNS   |
|      | Alin Soares              | Timor-Leste    |         | DNS   |

Bateria 3
| Pos. | Atleta                  | Nacionalidade  | Tempo   | Notas |
| ---- | ----------------------- | -------------- | ------- | ----- |
| 1    | Rashid Ramzi            | Bahrein        | 3:38.32 | Q     |
| 2    | Ivan Heshko             | Ucrânia        | 3:38.84 | Q     |
| 3    | Nick Willis             | Nova Zelândia  | 3:38.89 | Q     |
| 4    | Reyes Estévez           | Espanha        | 3:38.93 | Q     |
| 5    | Markos Geneti           | Etiópia        | 3:38.94 | Q     |
| 6    | Youssef Baba            | Marrocos       | 3:38.96 | q     |
| 7    | Rob Myers               | Estados Unidos | 3:40.16 | q     |
| 8    | Nathan Brannen          | Canadá         | 3:40.69 | q     |
| 9    | Johan Cronje            | África do Sul  | 3:41.43 | q     |
| 10   | Augustine Kiprono Choge | Quênia         | 3:41.70 |       |
| 11   | James Nolan             | Irlanda        | 3:42.53 |       |
| 12   | Armen Asyran            | Armênia        | 4:03.21 |       |
|      | Kamel Boulahfane        | Argélia        |         | DNS   |

### Semifinal
Qualificação: Os 5 primeiros de cada bateria (Q) e os 2 melhores tempos (q) avançam para as finais.
Bateria 1
| Pos. | Atleta                | Nacionalidade  | Tempo   | Notas |
| ---- | --------------------- | -------------- | ------- | ----- |
| 1    | Adil Kaouch           | Marrocos       | 3:40.51 | Q     |
| 2    | Arturo Casado         | Espanha        | 3:40.61 | Q     |
| 3    | Alex Kipchirchir Rono | Quênia         | 3:40.68 | Q     |
| 4    | Rui Silva             | Portugal       | 3:40.72 | Q     |
| 5    | Reyes Estévez         | Espanha        | 3:40.73 | Q     |
| 6    | Nick Willis           | Nova Zelândia  | 3:40.87 |       |
| 7    | Kevin Sullivan        | Canadá         | 3:41.00 |       |
| 8    | Mehdi Baala           | França         | 3:41.34 |       |
| 9    | Youssef Baba          | Marrocos       | 3:42.12 |       |
| 10   | Rob Myers             | Estados Unidos | 3:42.38 |       |
| 11   | Johan Cronje          | África do Sul  | 3:42.77 |       |
| 12   | Markos Geneti         | Etiópia        | 3:42.80 |       |

Bateria 2
| Pos. | Atleta              | Nacionalidade  | Tempo   | Notas |
| ---- | ------------------- | -------------- | ------- | ----- |
| 1    | Rashid Ramzi        | Bahrein        | 3:34.69 | Q     |
| 2    | Alan Webb           | Estados Unidos | 3:36.07 | Q     |
| 3    | Tarek Boukensa      | Argélia        | 3:36.14 | Q     |
| 4    | Daham Najim Bashir  | Catar          | 3:36.38 | Q     |
| 5    | Ivan Heshko         | Ucrânia        | 3:36.60 | Q     |
| 6    | Juan Carlos Higuero | Espanha        | 3:36.65 | q     |
| 7    | Yassine Bensghir    | Marrocos       | 3:36.76 | q     |
| 8    | Christopher Lukezic | Estados Unidos | 3:37.20 |       |
| 9    | Adrian Blincoe      | Nova Zelândia  | 3:38.20 |       |
| 10   | Nathan Brannen      | Canadá         | 3:39.37 |       |
| 11   | Michael East        | Grã-Bretanha   | 3:40.27 |       |
| 12   | Joeri Jansen        | Bélgica        | 3:44.88 |       |

### Final
A final ocorreu dia 10 de agosto às 22:10.
| Pos.              | Atleta                | Nacionalidade  | Tempo   | Notas |
| ----------------- | --------------------- | -------------- | ------- | ----- |
| Medalha de ouro   | Rashid Ramzi          | Bahrein        | 3:37.88 |       |
| Medalha de prata  | Adil Kaouch           | Marrocos       | 3:38.00 |       |
| Medalha de bronze | Rui Silva             | Portugal       | 3:38.01 |       |
| 4                 | Ivan Heshko           | Ucrânia        | 3:38.71 |       |
| 5                 | Arturo Casado         | Espanha        | 3:39.45 |       |
| 6                 | Juan Carlos Higuero   | Espanha        | 3:40.34 |       |
| 7                 | Alex Kipchirchir Rono | Quênia         | 3:40.43 |       |
| 8                 | Tarek Boukensa        | Argélia        | 3:41.01 |       |
| 9                 | lan Webb              | Estados Unidos | 3:41.04 |       |
| 10                | Daham Najim Bashir    | Catar          | 3:43.48 |       |
| 11                | Reyes Estévez         | Espanha        | 3:46.65 |       |
| 12                | Yassine Bensghir      | Marrocos       | 3:50.19 |       |

Legenda
| Recorde mundial       | Recorde mundial (World record)               |                       | Recorde africano                      | Recorde africano (African) |                                           | Q | Classificado por posição (Qualified) |
| Recorde do campeonato | Recorde do campeonato (Championship record)  | Recorde da América    | Recorde da América (Americas)         | q                          | Classificado por melhor tempo (Qualified) |   |                                      |
| Melhor marca do ano   | Melhor marca do ano (World leading)          | Recorde asiático      | Recorde asiático (Asian)              | DNS                        | Não largou (Did not start)                |   |                                      |
| Recorde nacional      | Recorde nacional (National record)           | Recorde europeu       | Recorde europeu (European)            | DNF                        | Não terminou (Did not finish)             |   |                                      |
| Recorde pessoal       | Recorde pessoal do atleta (Personal best)    | Recorde da Oceania    | Recorde da Oceania (Oceania)          | DSQ / DQ                   | Desclassificado (Disqualified)            |   |                                      |
| Recorde da temporada  | Recorde da temporada do atleta (Season best) | Recorde sul-americano | Recorde sul-americano (South America) | NM                         | Sem marca (No mark)                       |   |                                      |